# Loukoïanov
Loukoïanov (en russe : Лукоянов) est une ville de l'oblast de Nijni Novgorod, en Russie, et le centre administratif du raïon Loukoïanovski. Sa population s'élevait à 12 652 habitants en 2021.

## Géographie
Loukoïanov est arrosée par la rivière Tiocha et se trouve à 57 km au sud-est d'Arzamas, à 146 km au sud de Nijni Novgorod et à 445 km à l'est de Moscou. Le village d'Oulianovo fait partie de la municipalité de Loukoïanov.

## Histoire
Loukoïanov a été fondée au XVIe siècle. Elle a le statut de ville depuis 1779.
Sa grande église de l'Intercession, construite en 1826 en style néoclassique par Mikhaïl Korinfski,, a été détruite dans les années 1930. Une nouvelle église de dimension plus modeste a été construite en 2000. Elle a été consacrée en 2010 par le patriarche Cyrille qui a des origines familiales dans cette ville.

## Population
Recensements (*) ou estimations de la population
| 1856  | 1897* | 1926* | 1939* | 1959* | 1970*  |
| ----- | ----- | ----- | ----- | ----- | ------ |
| 2 900 | 2 117 | 6 430 | 5 500 | 6 983 | 10 194 |

| 1979*  | 1989*  | 2002*  | 2010*  | 2012   | 2013   |
| ------ | ------ | ------ | ------ | ------ | ------ |
| 11 429 | 12 276 | 12 856 | 14 951 | 14 762 | 14 549 |

| 2016   | 2018   | 2021   | - | - | - |
| ------ | ------ | ------ | - | - | - |
| 14 243 | 14 104 | 12 652 | - | - | - |